# Музакия
Музакия (на албански: Myzeqeja; на арумънски: Muzachia) е област в Южна Албания.
Носи наименованието си от аристократичния род Музаки, чиито представители основават Княжество Музака.

## География
Музакия има триъгълна форма с площ 1350 кв. км и е разположена между устието на река Шкумбини в Адриатическо море и градовете Валона и Елбасан. На север Музакия е ограничена от река Шкумбини, на запад от Адриатическо море, а на югоизток от хълмовете на Малакастра и Южноалбанските планини.
До Втората световна война областта е заблатена. След войната започва изграждане на хидромелиоративни съоръжения, посредством които се отводняват плодородни земи, което позволява равнината да се обработва. Днес Музакия е предимно селскостопански район. Областта има ниска надморска височина (до 20 m), а най-високата ѝ точка се издига на 235 m над морското ниво. Теренът е хълмист. По адриатическото крайбрежие на областта има лагуни, които заемат около 100 km ² от общата ѝ площ. Най-известната лагуна е Караваста.

## Име
Областта придобива името си от рода Музаки, който владее областта от 13 до 15 век. Преди това областта е известна като Саврово поле или полето Савра. Най-южната част от областта до река Вьоса и Валона се нарича Вльорска Музакия, на север от нея до Фиер е Фиерска или Малка Музакия, а северната част от областта до Люшня е известна като Люшнячка или Голяма Музакия.

## История

### Античност
През античността в района на Музакия е основана древногръцката колония Аполония. Районът на Музакия е мочурлив и не особено подходящ за земеделие и отглеждане на зърнени култури, но въпреки това има площи, които позволяват отглеждането на селскостопански култури в района, които се изнасят от пристанищата на Аполония и Драч.
От Аполония в североизточна посока води южният ръкав на римския път Виа Егнация, който е най-прекият път през Балканите от Рим през Мала Азия за Леванта.

### Средновековие
През средновековието областта е във византийско и българско владение, а през 14 век е в границите на Душановото царство. За кратко в края на 13 век областта е в патримониума на Неаполитанското и зависимото от него Албанско кралство. След разпада на Душановото царство, областта е самостоятелно владение на рода Музаки до завладяването ѝ от Османската импария. На територията на областта е формирано Княжество Музаки, което се включва в Лешката лига за борба срещу османските нашественици.
По време на османското владичество от обработваемите земи в областта са образувани вакъфски имоти. Поради заблатения характер на района, в областта по това време често избухват пандемии от малария. По тази причина районът е слабо населен и често оттук мигрират арумъни, които ползват пасищата в областта за стадата си.

### 20 век
По време на Втората световна война италианските окупационни власти пристъпват към отводняване на блатата в Музакия. През 70-те години на 20 век с помощта на Съветския съюз комунистическият режим на Енвер Ходжа изгражда тук многобройни отводнителни канали и помпени станции, посредством които отводнява окончателно областта, превръщайки я в един от най-плодородните райони на страната. По това време част от населението мигрира към Гърция, а на друга негова част трудът се ползва принудително за построяването на хидромелиоративните отводнителни съоръжения. Тук са заточени и включени принудително за изграждане на съоръженията и немалка част от политическите противници на режима на Енвер Ходжа.

## Музакия днес
Днес отводняването на блатата на Музакия е завършен процес. Огнищата на маларическата болест са ликвидирани. В района има изградени железопътни линии и пътища. В югоизточната част на Музакия се разработват находища на нефт и природен газ, а Патос и Кучова са центрове на албанската нефтопреработваща промишленост.
|  | Тази страница частично или изцяло представлява превод на страницата Myzeqe в Уикипедия на немски. Оригиналният текст, както и този превод, са защитени от Лиценза „Криейтив Комънс – Признание – Споделяне на споделеното“, а за съдържание, създадено преди юни 2009 година – от Лиценза за свободна документация на ГНУ. Прегледайте историята на редакциите на оригиналната страница, както и на преводната страница, за да видите списъка на съавторите. ВАЖНО: Този шаблон се отнася единствено до авторските права върху съдържанието на статията. Добавянето му не отменя изискването да се посочват конкретни източници на твърденията, които да бъдат благонадеждни. |